# Iglesia Viri Galilaei
La Iglesia Viri Galilaei (en hebreo: כנסיית וירי-גלילאי; en griego: ἄνδρες Γαλιλαῖοι) es una iglesia ortodoxa griega situada al norte del monte de los Olivos en Jerusalén y pertenece al Patriarcado ortodoxo de Jerusalén en Israel. Es en este lugar donde se llevó a cabo en 1964, el histórico encuentro entre el Papa Pablo VI líder de la Iglesia Católica y el Patriarca de Constantinopla Atenágoras Patriarca ecúmenico de la Iglesia ortodoxa. De allí que tenga  relevancia para el cristianismo.
Su nombre (Hombres de Galilea) proviene de la traducción en latín (Vulgata) del Evangelio según San Lucas I, 11. Ya que lugar está ligado a la historia de la ascensión de Jesucristo. 
La iglesia esta en la cumbre norte del monte de los Olivos (810 metros) y al suroeste del Hospital Augusta Victoria. A la derecha y a la izquierda de la puerta se destacan dos pilares sobre los que se puede leer la inscripción en griego ΟΙ ΕΝΔΕΚΑ ΜΑΘΗΤΑΙ ΕΠΟΡΕΥΘΗΣΑΝ ΕΙΣ ΤΗΝ ΓΑΛΙΛΑΙΑΝ (Mt 28,16: los once discípulos vuelven a Galilea).

## Véase también

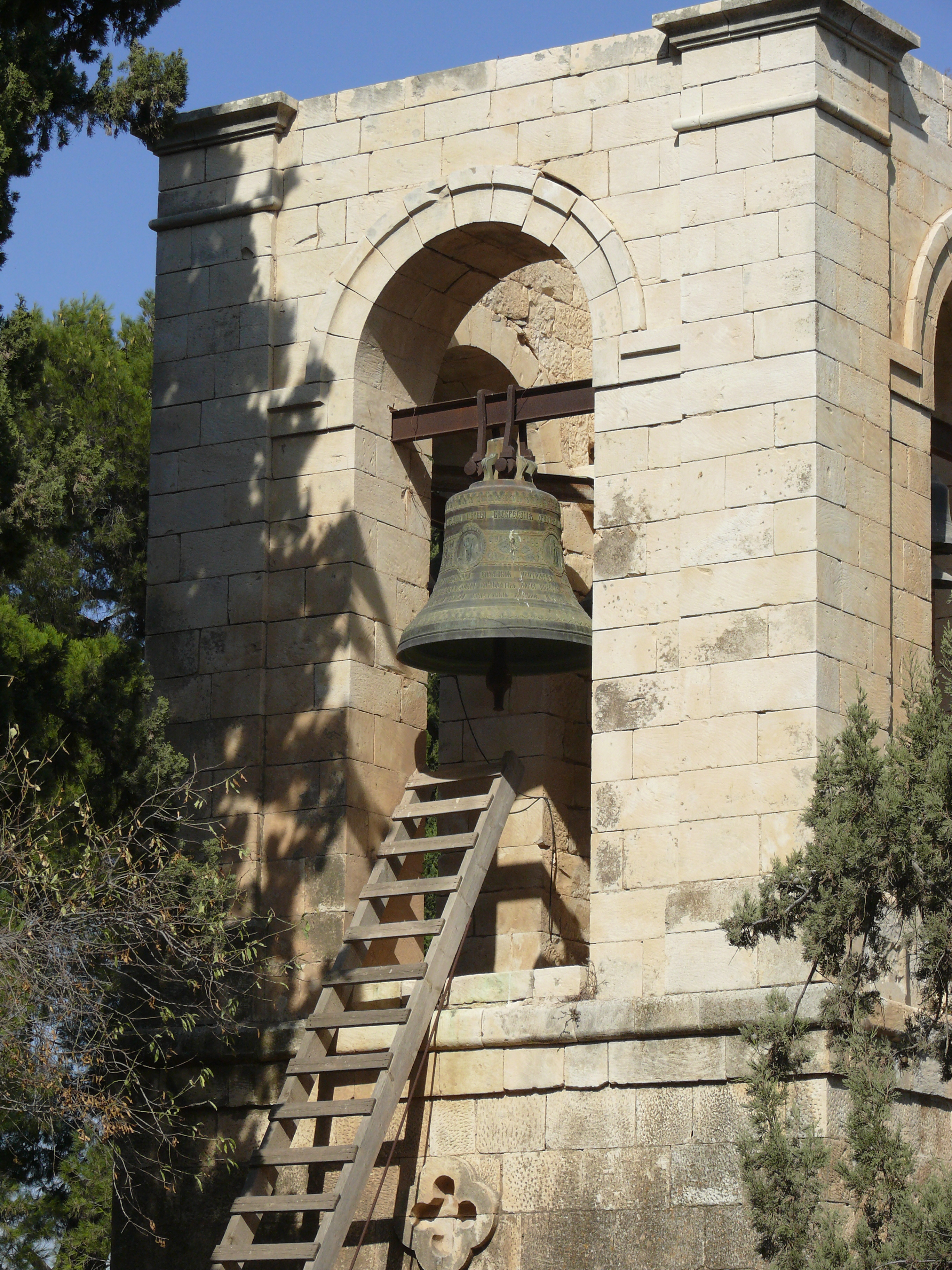
Campanario